# Château de Balsac
Ne doit pas être confondu avec Château de Balzac.
Le château de Balsac est situé sur la commune de Druelle Balsac, dans le département français de l'Aveyron.

## Description
Le château est constitué  de plusieurs bâtiments qui sont disposés  autour d'une cour et qui ont été transformés entre le XVIe siècle et le XVIIe siècle. Le corps de logis principal, qui est percé de fenêtres Renaissance à meneaux, est flanqué de tours circulaires et d'un donjon. La porte d'entrée est encadrée de pilastres soutenant un fronton.
Le château a subi un incendie, en 1570 et, été reconstruit par Bertrand de Glandières et son fils Louis de Balsac (1561-1601). Il a subi un siège raconté dans une chronique de 1660.
L'édifice est inscrit au titre des Monuments Historiques en 2007.

## Historique

### Famille de Glandières
- Antoine de Glandières, seigneur de Prades qui se marie en 1503 à Balsac avec Hélène de Rességuier, fille de Jean, consul de Rodez, et de Catherine Chapelu. Ils ont plusieurs enfants, dont :
- Bertrand de Glandières, seigneur de Prades, seigneur de Balsac en 1579. Il est capitaine d'arquebusiers participe aux combats contre les huguenots, il est vaincu par le sire de Montaigut qui le fait prisonnier, incendie son château de Balsac, et exige une rançon de 2000 écus d'or qui seront payés par les États généraux du Rouergue. Il devient ensuite gouverneur de Saint-Affrique, d'Entraygues, de Rodez, chevalier de Saint-Michel. C'est lui qui construit le corps de bâtiment principal avec les fenêtres Renaissance. Il se marie en 1551 avec Françoise des Essarts, fille de Christophe de Laudun, et de Jeannette de Grasse, qui lui donne plusieurs enfants, dont :
- Louis de Glandières (1561-1601), seigneur de Balsac, Prades, Canet, qui fut un poète de Rodez connu sous le nom de Louis de Balzac, a fait des études à Paris sous la direction de l'helléniste Daurat, un des sept de La Pléiade qui a encouragé son goût pour la poésie. Il a publié un recueil de poésies françaises et latines dédiées à Henri III, une tragédie orientale Mustapha, une pièce de louanges sur les personnages du Rouergue, Il fit aussi un Discours au roi sur la convocation des trois états de son royaume, faite par sa majesté en sa ville de Blois, 1588, qui a été imprimé[3]. Il épouse en 1586 Hélène de Morlhon, fille de  Jean de Morlhon, seigneur de  seigneur de Sanvensa, sénéchal de Quercy, et de Marie de Saunhac. Ils ont un fils Louis de Glandières mort en 1632 sans alliance, et cinq filles. Devenue veuve, Hélène de Morlon qui a hérité d'une grande part de la fortune de son père, se remarie en août 1614 avec François de Caissac, gentilhomme de la Chambre du roi, chevalier de l'Ordre de Saint-Michel, seigneur de Sedaiges et de Messac en Haute-Auvergne. Trois mois après, ils marient ensemble leurs enfants respectifs.
  - Anne de Glandières, l'aînée, mariée en 1613 avec Jean de Faramond, baron de Jouqueviel, qui hérite de Balsac ;
  - Marie de Glandières, dame en partie de La Coste (Ségur 12), mariée en 1599 avec Bernardin de Michaud, fils de François et de Léone de Montcausson ;
  - Marguerite de Glandières, mariée en 1613 avec Jean des Ondes, sieur d'Orlhonac ;
  - Sibylle de Boilac de Glandières, épouse en novembre 1614 Alexandre de Caissac, fils du second mari de sa mère, trois mois après leur mariage ;
  - Florette de Glandières, mariée en 1624 avec Claude de Brisson, fils du Président Jean Brisson, de Saint-Flour en Haute-Auvergne.

### Famille de Faramond
- Jean de Faramond, époux d'Anne de Glandières, héritière de Balsac, est gentilhomme ordinaire de la Chambre du roi ; Il meurt en 1655 en laissant quatre fils, dont :
- René de Faramond, enterré en 1689, comme son père, dans l'église de Balsac, a épouse en 1669 en secondes noces Françoise Boyer qui lui a donné un fils :
- Jean Jacques de Faramond, seigneur de Prades, de Balsac, de Canet, commissaire de la Noblesse en 1729, s'est marié en 1709 avec Élisabeth de Michaud qui lui a donné sept enfants, dont :
  - Augustin de Faramond, qui suit ;
  - Françoise de Faramond, mariée en 1730 avec Pierre Firmin de Barrau (1681-1761), seigneur de Frayssinous, fils de Firmin de Barrau et d'Anne de Flavin ;
  - Jacquette de Faramond, mariée en 1742 avec noble Jean-François de Guirard de Montarnal, seigneur de Tauriac, fils de Philippe, seigneur de Sénergues à Maurs, et d'Antoinette de Trémeuges.
- Auguste-Alexandre de Faramond, baron de Jocqueviel, seigneur de Balsac, Prades, la Coste, Canet, Fraise, capitaine au régiment de Vexin, chevalier de Saint-Louis, épouse Charlotte de Michaud dont il n'a pas d'héritier ; il vend le château de Balsac en 1779 et meurt à Albi en 1795.

### Famille Grailhe
Cette famille était honorablement connue à Rodez.
- Guillaume Grailhe, achète le 28 septembre 1779 le château, ainsi que le domaine de Colombier ou de Lozières, payable sous forme d'une rente viagère de 4800 livres par an (Archives des châteaux de Balsac et Panat)[4]. Il a plusieurs enfants et neveux, dont :
  - Rose Grailhe (1766-1847), héritière de Balsac, qui épouse en 1786 Antoine Villa, négociant puis juge à Rodez, qui n'a pas d'héritiers et lègue toute sa fortune en 1860 au cousin de sa femme Armand Grailhe ;
  - Pierre-Édouard Grailhe marié avec Agathe Delpech-Delpérié, fille de Jean-Antoine Delpech de Frayssinet (1785-1858).
- Armand Grailhe, juge de paix à Salles-Curan, vend le château en 1867 à Louis-Léon Mouly, avoué à Rodez, qui le revend en 1882, Jean-Pierre Gabriac, qui le revend à son tour en 1896 à Ernest Mercadier (1836-1911), ingénieur électricien, inventeur, directeur des études à l'École polytechnique.